# Морис Плејнс (Њу Џерзи)
Морис Плејнс (енгл. Morris Plains) град је у америчкој савезној држави Њу Џерзи.

## Демографија
По попису из 2010. године број становника је 5.532, што је 296 (5,7%) становника више него 2000. године.
| Група             | 2000.         | 2010.         |
| Белци             | 4.747 (90,7%) | 4.731 (85,5%) |
| Афроамериканци    | 70 (1,3%)     | 151 (2,7%)    |
| Азијати           | 226 (4,3%)    | 275 (5,0%)    |
| Хиспаноамериканци | 141 (2,7%)    | 314 (5,7%)    |
| Укупно            | 5.236         | 5.532         |